# Томиловский, Георгий Сергеевич

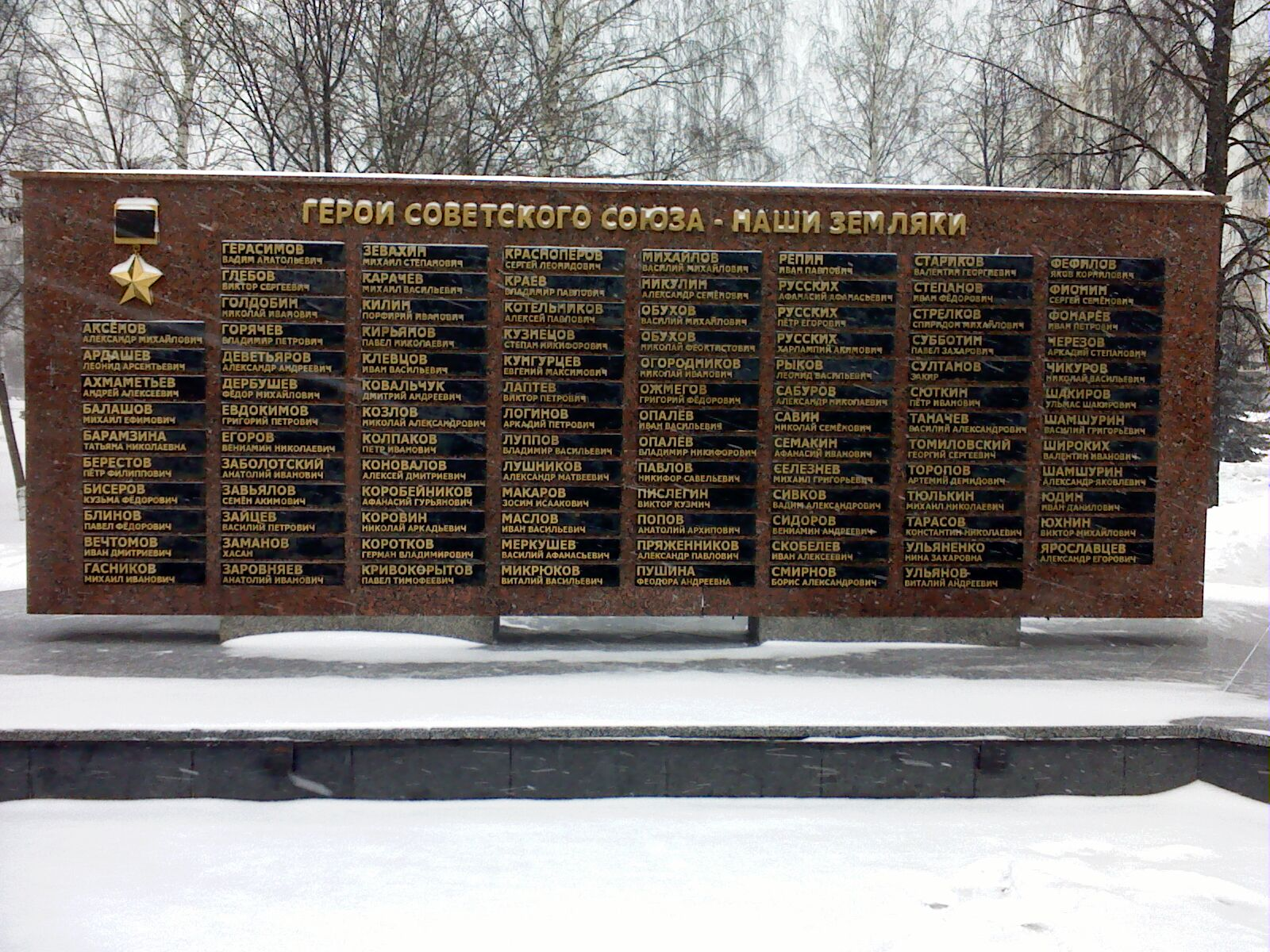
Мемориальная стела у комплекса «Вечный огонь» в городе Ижевск

Гео́ргий Серге́евич Томило́вский (3 июля 1913, Минск — 1 сентября 1990, Ижевск) — советский офицер, Герой Советского Союза (16 октября 1943 года). Гвардии полковник (1943).

## Довоенная биография
Обучался в средней школе города Минск (1921—1929) и в школе ФЗУ города Гомель Белорусской ССР (1929—1931). Работал на лесопильном заводе, на железной дороге в Узбекской ССР.
В Красной Армии с октября 1931 года. Окончил Объединённую Белорусскую военную школу имени М. И. Калинина в 1934 году. Служил в 98-м стрелковом полку 33-й стрелковой дивизии Белорусского военного округа (г. Быхов Могилёвской области): командир пулемётного взвода, командир взвода ПВО, командир полуроты, командир стрелковой роты, адъютант старший батальона, командир батальона. Участвовал в освободительном походе советских войск в Западную Белоруссию в сентябре 1939 года. С ноября 1939 года — командир стрелковой роты Могилёвского стрелково-пулемётного училища (позднее было преобразовано в Полоцкое стрелково-пулемётное училище).

## Великая Отечественная война
Капитан Г. С. Томиловский участвовал в Великой Отечественной войны с июня 1941 года. В составе отряда курсантов и преподавателей училища участвовал в боях на Западном фронте. В сентябре 1941 года направлен на учёбу, в январе 1942 года окончил ускоренный курс Военной академии РККА имени М. В. Фрунзе, которая работала в эвакуации в Ташкенте.
В январе 1942 года назначен начальником штаба 151-го стрелкового полка 8-й стрелковой дивизии, формирующейся в Среднеазиатском военном округе (Семипалатинск). С апреля 1942 года Г. С. Томиловский с своим полком и дивизией находился в действующей армии, в состава 3-й армии Брянского фронта. Участвовал в Воронежско-Ворошиловградской оборонительной операции в июне-июле 1942 года. 14 июля у города Ливны Орловской области был ранен, но остался в строю. В августе в одном из боёв был убит командир 151-го стрелкового полка, на поле боя майор Томиловский его заменил, и был оставлен в этой должности. Успешно командовал полком в ходе Воронежско-Касторненской наступательной операции в январе 1943 года. В ходе её 28 января был ранен вторично, и опять остался в строю.
Командир 151-го стрелкового полка 8-й стрелковой дивизии 15-го стрелкового корпуса 13-й армии Центрального фронта полковник Георгий Томиловский проявил выдающиеся боевые качества умелого командира полка и образцы личной отваги в ходе Курской битвы и Орловской наступательной операции. Полк под его командованием стойко держал оборону на северном фасе Курской дуги, за период оборонительного сражения с 5 по 8 июля 1943 года уничтожил 29 танков и до 2000 солдат и офицеров врага. В критической обстановке, когда с позиций отошла соседняя дивизия, полк Томиловского атаковал противника во фланг и восстановил положение. В тех боях был контужен — и вновь отказался от эвакуации в госпиталь.
Сразу же без паузы разгорелась битва за Днепр, в которой вновь отличился полковник Г. С. Томиловской. На её первом этапе, в Черниговско-Припятской наступательной операции, полк стремительно наступал на запад. Всего с 23 июля по 27 сентября 1943 года 151-й стрелковый полк освободил сотни населенных пунктов, в том числе отличился при освобождении городов Кромы и Короп, в числе первых в дивизии форсировал реки Десна (11 сентября), Днепр (22 сентября), Припять (25 сентября). За этот период полк под его командованием уничтожил 11 танков, 2 самоходных орудия, более 100 пулемётов, 32 миномёта, 14 автомашин, подавил огонь 11 миномётных батарей, уничтожил и захватил в плен около 3000 гитлеровцев.
Выйдя на рубеж реки Припять, воины полка совместно с соседним полком будущего Героя Советского Союза Д. К. Шишкова 151-й полк ликвидировал плацдарм врага и захватил в исправности немецкую переправу. Благодаря ей на правый берег быстро переправились основные силы 8-й стрелковой дивизии. Две недели под командованием полковника Томиловского бойцы стойко обороняли свой рубеж, отражая по несколько атак врага в сутки, под непрерывными ударами вражеской авиации. Плацдарм удерживался надежно, но все-таки боевое счастье изменило нашим бойцам. Противник перенёс направление главного удара и фланговыми атаками прорвался по берегу Припяти к переправе, уничтожив её. Частью сил ему удалось даже высадиться на левом берегу, уже давно освобожденным от него. Положение войск сразу ухудшилось, они лишились тылового обеспечения и артиллерийской поддержки с левого берега, оказались в полном окружении.
На совещании командиров окружённых полков было принято дерзкое решение — прорываться из окружения там, где враг их не ждал, то есть на запад. К тому времени была установлена связь с партизанами соединения Героя Советского Союза А. Н. Сабурова и партизанские разведчики брались вывести бойцов только им известными тропами в расположение своего соединения. В ночь на 15 октября 1943 года прорыв состоялся, были вынесены все раненые и на руках перенесена через болото артиллерия обоих полков. Ещё несколько дней полк Томиловского вёл бои совместно с партизанами, а затем прорвал линию фронта и соединился с наступавшими советскими частями.
Указом Президиума Верховного Совета СССР от 16 октября 1943 года за «успешное форсирование реки Днепр севернее Киева, прочное закрепление плацдарма на западном берегу р. Днепр и проявленные при этом отвагу и геройство» полковнику Георгию Сергеевичу Томиловскому присвоено звание Героя Советского Союза с вручением ордена Ленина и медали «Золотая Звезда».
В конце ноября 1943 года полковник Г. С. Томиловский был повышен в должности и стал заместителем командира 8-й стрелковой дивизии. Участвовал в Житомирско-Бердичевской, Ровно-Луцкой, Проскуровско-Черновицкой наступательных операциях.
С апреля 1944 года и до Победы — командир 211-й Черниговской Краснознамённой стрелковой дивизии 38-й армии на 1-м Украинском фронте (в начале апреля 1945 года дивизия вместе с армией переданы 4-му Украинскому фронту). Успешно командовал дивизией в Львовско-Сандомирской, Восточно-Карпатской, Западно-Карпатской, Моравска-Остравской и Пражской наступательных операциях. Осенью 1944 года получил ещё два ранения в боях в Карпатах. Дивизия под его командованием награждена орденом Суворова 2-й степени (5.04.1945).
За время войны Томиловский был шесть раз упомянут в благодарственных в приказах Верховного Главнокомандующего.
Участник Парада Победы на Красной площади в Москве 24 июня 1945 года.

## Послевоенная биография
После войны продолжил командовать дивизией до её расформирования. С августа 1945 года служил начальником отдела боевой подготовки штаба 52-й армии Львовского военного округа, в июне 1946 года переведён на такую же должность в штаб 13-й армии Прикарпатского военного округа. С апреля 1947 года — командир 50-го гвардейского стрелкового полка 15-й гвардейской стрелковой дивизии в Прикарпатском военном округе. Обучался на курсах «Выстрел» (1948—1949 годы), затем окончил Высшие академические курсы при Военной академии имени М. В. Фрунзе в 1954 году. С сентября 1954 года — заместитель командира 367-й стрелковой дивизии (с марта 1955 — 65-я стрелковая дивизии) в Северном военном округе. С ноября 1955 года — начальник военной кафедры при Ижевском сельскохозяйственном институте. С августа 1959 года — в запасе (хрущёвское сокращение).
Жил в Ижевске. С 1959 по 1990 годы — директор профессионально-технического училища. Активно также занимался общественной работой, командующий военно-спортивной игрой «Орлёнок» в Удмуртской АССР (1976, 1979).
Похоронен на Хохряковском кладбище города Ижевск Удмуртской Республики.

## Награды
- Герой Советского Союза (16.10.1943 года);
- орден Ленина (16.10.1943 года);
- два ордена Красного Знамени (13.07.1943 года, 20.04.1953 года);
- орден Кутузова II степени (№ 1368, от 23.05.1945 года);
- орден Суворова III степени (№ 586, от 07.02.1943 года);
- орден Отечественной войны I степени (11.03.1985 года);
- орден Красной Звезды (05.11.1946 года);
- двенадцать медалей СССР;
- Дукельская памятная медаль (ЧССР).

## Память
- Имя увековечено на мемориальной стеле комплекса «Вечный огонь» в городе Ижевск (возле здания Государственного Совета Удмуртской Республики).
- Мемориальная доска по месту службы (город Ижевск, улица Кирова, дом № 16), установлена к 50-летию Великой Победы Советом ветеранов Октябрьского района.